# Royal Rumble (2018)
Royal Rumble (2018) — тридцать первое в истории шоу Royal Rumble, PPV-шоу производства американского рестлинг-промоушна WWE. Оно состоялось 28 января 2020 года на арене «Уэллс Фарго Центр» в Филадельфии, Пенсильвания, США. Мероприятие транслировалось по системе pay-per-view (PPV) по всему миру и доступно для трансляции на WWE Network.

## Результаты
| №                                                                                       | Результаты                                                                                       | Условия                                                     | Время   |
| --------------------------------------------------------------------------------------- | ------------------------------------------------------------------------------------------------ | ----------------------------------------------------------- | ------- |
| 1P                                                                                      | Калисто, Гран Металлик и Линси Дорадо победили TJP, Джентльмена Джека Галлахера и Дрю Гулака     | Командный матч шести человек                                | 13:20   |
| 2P                                                                                      | «Возрождение» (Дэш Уайлдер и Скотт Доусон) победили Люка Галлоуса и Карла Андерсона              | Командный матч                                              | 9:10    |
| 3                                                                                       | Бобби Руд (c) победил Моджо Роули                                                                | Одиночный матч за титул чемпиона Соединённых Штатов WWE     | 7:45    |
| 4                                                                                       | Эй Джей Стайлз (с) победил Кевина Оуэнса и Сами Зейна                                            | Матч-гандикап за титул чемпиона WWE                         | 15:55   |
| 5                                                                                       | «Братья Усо» (Джей Усо и Джимми Усо) (c) победили Чеда Гейбла и Шелтона Бенджамина со счётом 2-0 | Матч «2 победы из 3» за командное чемпионство WWE SmackDown | 13:55   |
| 6                                                                                       | Синсукэ Накамура выиграл мужскую «Королевкую битву»                                              | Матч «Королевская битва»                                    | 1:05:27 |
| 7                                                                                       | Сезаро и Шимус победили Сета Роллинса и Джейсона Джордана                                        | Командный матч за командное чемпионство WWE Raw             | 12:50   |
| 8                                                                                       | Брок Леснар (c) (с Полом Хейманом) победил Кейна и Брона Строумена                               | Матч «Тройная угроза» за титул чемпиона Вселенной WWE       | 10:55   |
| 9                                                                                       | Аска выиграла женскую «Королевкую битву»                                                         | Матч «Королевская битва»                                    | 58:57   |
| - (ч) – чемпион на начало матча - P – указывает, что матч прошёл на предварительном шоу |                                                                                                  |                                                             |         |